# Catedrala Sfântul Alexandru și Sfântul Nicolae din Sulina
Catedrala Sfântul Alexandru și Sfântul Nicolae din Sulina este un monument istoric și de arhitectură situat pe Strada I, nr. 200, din Sulina, județul Tulcea. Catedrala este un lăcaș de cult ortodox în care se oficiază slujbele din Parohia Sulina I, arondată Protoieriei Tulcea din cadrul Episcopiei Tulcii.
Edificiul, ctitorie a Regelui Carol I, a fost ridicat în cinstea eliberării Dobrogei de sub stăpânirea turcilor după Războiul de Independență. Catedrala a fost închinată Sfântului Alexandru pentru că în ziua lui de prăznuire din anul 1877, pe 30 august, armata română a ocupat reduta Grivița 1. De asemenea, catedrala este închinată și Sfântului Nicolae, protectorul marinarilor.

## Caracteristici
Catedrala este construită în stilul neoromânesc, după un proiect întocmit de arhitectul Nicolae C. Mihăescu. Pictura interioară este realizată de profesorul Gheorghe Răducanu, în timp ce medalioanele cu sfinți de pe fațada exterioară sunt realizate din mozaic venețian din sticlă de Murano de pictorul Dumitru Norocea.
Edificiul are plan triconc (formă de cruce) și este împodobit cu trei turle. Pe acoperiș sunt plasate șapte cruci, câte una pe fiecare din cele trei turle și câte una spre est, vest, nord și sud. Cele trei turle ale catedralei sunt poziționate astfel: o turlă centrală, circulară la interior și poligonală la exterior, și două turle octogonale plasate deasupra traveelor centrale ale navelor laterale.
Pronaosul este unul supralărgit, cu trei nave, iar naosul este prevăzut cu abside curbe în interior. Altarul are formă semicirculară la interior și poligonală la exterior. Catedrala este prevăzută cu cafas, un balcon unde cântă corul, iar acesta este extins și pe laterale. Accesul în catedrală se face prin două pridvoare construite pe fațadele de vest și de nord.

## Istoric

### Prima etapă a construcției
Proiectul construirii unei catedrale la Sulina datează de la sfârșitul Războiului de Independență, când Dobrogea a fost alipită la Vechiul Regat. În anul 1882, guvernul României a prevăzut în  bugetul statului suma de 80.000 lei pentru construirea unei catedrale în orașul de la gurile Dunării, dar banii au fost redistribuiți deoarece nu s-a putut găsi un teren potrivit pentru amplasarea acesteia. Se intenționa ca noul edificiu să fie construit pe malul Dunării și să fie vizibil de pe mare. În primăvara anului 1899 este totuși achiziționat terenul, care corespunde cerințelor inițiale. Pe lângă banii asigurați de la bugetul de stat, preotul paroh Ioan Gheorghiu demarează, în 1906, o subscripție publică în scopul colectării de fonduri pentru catedrală. Piatra de temelie a fost pusă pe data de 31 octombrie 1910, în prezența Regelui Carol I și a familiei regale.
Construirea catedralei a fost încredințată unei echipe conduse de arhitectul Constantin Nănescu. În primăvara anului 1911, Regele Carol I, însoțit de Regina Elisabeta, a revenit la Sulina pentru a examina planurile catedralei. Până în 1912, catedrala a fost ridicată la roșu și învelită cu tablă de cupru adusă de la Londra de frații Survanos, mari comercianți greci. Fundația a fost realizată pe piloni de stejar donați de Comisiunea Europeană a Dunării, iar materialele, manopera și utilajele au fost asigurate de Șantierul Naval Sulina. Cu tot acest progres, lucrările au fost sistate în același an, din lipsă de fonduri.

### A doua etapă a construcției
Pe 24 mai 1932, în urma unei vizite pe care a efectuat-o la Sulina însoțit de Principele moștenitor Mihai, Regele Carol al II-lea a dispus reluarea lucrărilor la catedrală. Pe 14 august 1932, tot ca urmare a vizitei, a fost înființat Comitetul de construcție, o instituție publică ce trebuia să se ocupe de strângerea de fonduri pentru terminarea edificiului. Din Comitet făceau parte, printre alții, episcopul Cosma al Dunării de Jos, preotul paroh al Sulinei Simion Vârgolici, scriitorul Gala  Galaction și fostul senator și primar al orașului Sulina, Gheorghe B. Popescu. Lucrările la catedrală au reînceput pe data de 30 aprilie 1933. La sfârșitul aceluiași an, Comitetul de construcție lansează un apel de subscripție publică „tuturor oamenilor de bine, rugându-i stăruitor să dea obolul lor, oricât de mic, pentru terminarea acestei istorice ctitorii [...]”. Până la începutul celui de-Al Doilea Război Mondial exteriorul catedralei fusese complet finisat, inclusiv medalioanele cu sfinți realizate pe fațadă de pictorul Dumitru Norocea, dar lucrările interioare nu fuseseră încă abordate.

### A treia etapă a construcției
În perioada războiului, orașul Sulina a fost ocupat de armata germană, iar Marina Militară Germană a instalat un punct de observație în farul vechi de pe malul stâng al Dunării. Orașul a fost bombardat intens și a avut mult de suferit; exploziile au afectat și edificiul catedralei Sfântul Alexandru și Sfântul Nicolae. După război, lucrările de reparații, desfășurate cu lentoare, s-au încheiat abia în anul 1974. Între 1976 și 1982 au fost începute și finalizate lucrările interioare, inclusiv pictura în frescă realizată de profesorul pictor Gheorghe Răducanu.
Slujba de sfințire a catedralei a avut loc pe 5 septembrie 1982.